# Wennington (Wielki Londyn)
Wennington – miejscowość w Anglii, we wschodniej części Wielkiego Londynu, w gminie Havering. W 1951 wieś liczyła 320 mieszkańców. Wennington jest wspomniana w Domesday Book (1086) jako Wemtuna.